# Bradypodion gutturale
Bradypodion gutturale là một loài thằn lằn trong họ Chamaeleonidae. Loài này được Smith mô tả khoa học đầu tiên năm 1849.
Loài này xuất hiện ở Little Karoo và các dãy núi xung quanh, trong Western Cape, Nam Phi.
Loài này được ghi nhận ở phía tây như biên giới của dãy núi Cederberg, và xa về phía đông như Uniondale. Ở phía nam, loài này hiện diện gần bờ biển ở khu vực Robertson và trên đồng bằng Agulhas.